# Stenomesson chilense
Stenomesson chilense är en amaryllisväxtart som beskrevs av Pierfelice Ravenna. Stenomesson chilense ingår i släktet Stenomesson och familjen amaryllisväxter. Inga underarter finns listade i Catalogue of Life.